# Ricardo Rocha (Fußballspieler, 1962)
Ricardo Roberto Barreto da Rocha, kurz Ricardo Rocha (* 11. September 1962 in Recife), ist ein ehemaliger brasilianischer Fußballspieler und -trainer.

## Erfolge
Nationalmannschaft
- Fußball-Weltmeisterschaft: 1994

Santa Cruz
- Staatsmeisterschaft von Pernambuco: 1983

São Paulo
- Staatsmeisterschaft von São Paulo: 1989, 1991
- Brasilianischer Meister: 1991

Real Madrid
- Copa del Rey: 1992/93

Vasco
- Taça Guanabara: 1994
- Staatsmeisterschaft von Rio de Janeiro: 1994

## Auszeichnungen
- Bola de Ouro: 1989